# Nuestra aflicción
«Nuestra aflicción» es el tercer y último sencillo de Poetics, el quinto álbum de estudio de la banda de Rock alternativo mexicana Panda. Fue lanzada en mayo del 2010 a través de la discográfica Movic Récords.

## Canción
Esta canción fue escrita por José Madero, y la letra de la canción habla sobre una historia relacionada con un amor que no termina aún después de la muerte en el vídeo oficial de la canción. Según el mismo José Madero, la canción habla sobre como una persona sale de la depresión, significado que no muchas personas comprendieron o no se transmitió la idea como el quería según el vocalista.

## Videoclip
El video musical de la canción debutó en mayo de 2010, sobre MTV Latinoamérica en México y América del Sur y fue dirigido por Rodrigo Guardiola.

## Posicionamiento en listas
| Lista (2006)   | Mejor posición |
| -------------- | -------------- |
| España         | 25             |
| Top 100 México | 18             |